# 伊万·保尼奇
伊万·保尼奇（1987年1月27日—），塞尔维亚男子篮球运动员。他曾代表塞尔维亚国家队参加2009年国际篮联欧洲锦标赛和2010年国际篮联世界锦标赛。